# Piz Glüschaint
Il Piz Glüschaint (3.594 m s.l.m.) è una montagna del Massiccio del Bernina nelle Alpi Retiche occidentali. 

## Descrizione
Si trova sul confine tra l'Italia (Lombardia) e la Svizzera (Canton Grigioni). La montagna si trova nella parte occidentale del gruppo del Bernina, più a occidente si trova il più basso Pizzo delle Tre Mogge.